# Демир-Хисар (община)
Община Демір Хісар (мак. Општина Демир Хисар) — община в Північній Македонії. Адміністративний центр — місто Демір Хісар. Розташована на південному заході  Македонії, Пелагонійський статистично-економічний регіон, з населенням 9497 мешканців, які проживають на площі — 480,13 км².